# Komaki Ōmi

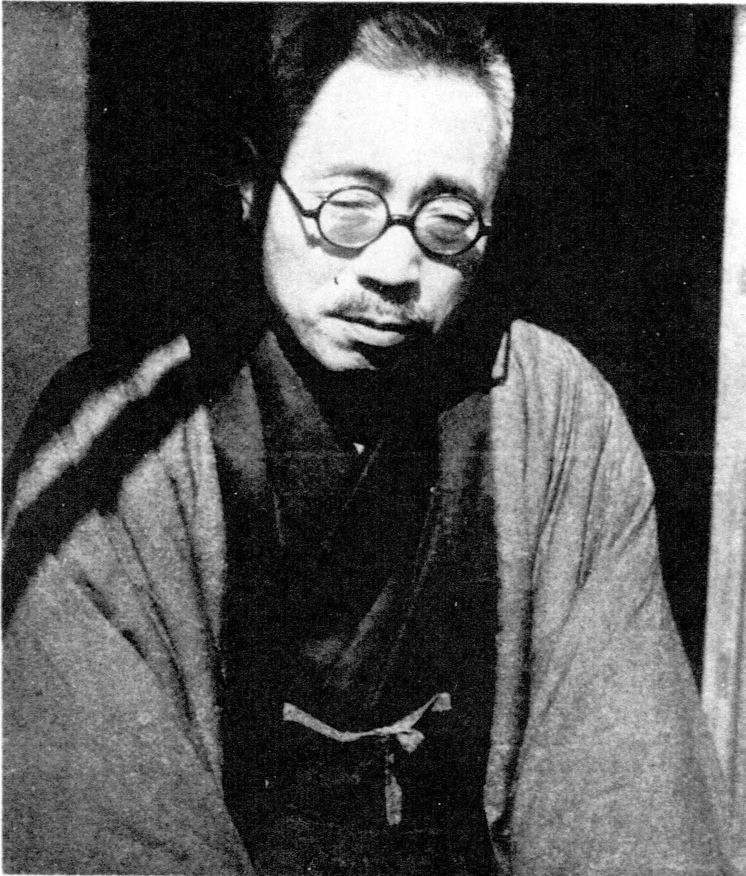
Komaki Ömi (1949)

Komaki Ōmi (jap. 小牧 近江, eigentl. Ōmiya Komaki (近江谷 駧); * 11. Mai 1894 in Tsuchizakiminato (heute: Akita), Präfektur Akita; † 29. Oktober 1978 in Kamakura) war ein japanischer Schriftsteller.
Komaki studierte an der Universität Paris Jura und wurde in dieser Zeit von den pazifistischen Ideen Romain Rollands und Henri Barbusses beeinflusst. Nach seiner Rückkehr nach Japan 1919 gründete er mit Kaneko Yōbun das Magazin Tanemakuhito. Er schrieb Gedichte und setzte sich in Artikel für die Beendigung des Krieges und die Befreiung der unterdrückten Klasse ein. Als einer der ersten machte er in Japan auf die Kommunistische Internationale aufmerksam, und er war ein Pionier der proletarischen Literatur in Japan. Daneben trat er als Übersetzer von Werken Charles-Louis Philippes und André Gides hervor.
Nach dem Zweiten Weltkrieg leitete Komaki das Chūō Rōdō Gakuin („Zentrales Arbeiterkolleg“) und wurde später Professor an der Hōsei-Universität. Unter seinen Werken sind besonders Ikoku no Sensō (異国の戦争, „Kriege anderer Länder“) und Furansu Kakumei Yobanashi (ふらんす革命夜話, „Abendgespräche über die Französische Revolution“) zu nennen.